# Leon Heinschke
Leon Heinschke (ur. 8 listopada 1999 we Frankfurcie nad Odrą) – niemiecki kolarz szosowy i torowy.
Heinschke jest medalistą mistrzostw Niemiec w kolarstwie torowym.

## Osiągnięcia

### Kolarstwo szosowe
Opracowano na podstawie:

2016
- 1. miejsce na etapie 1a Pucharu Prezydenta Miasta Grudziądza (jazda drużynowa na czas)

2017
- 3. miejsce w Tour du Pays de Vaud
- 1. miejsce w mistrzostwach Niemiec juniorów (jazda indywidualna na czas)
- 1. miejsce w klasyfikacji górskiej GP Général Patton
  - 1. miejsce na 2. etapie
- 2. miejsce w Giro della Lunigiana
  - 1. miejsce w klasyfikacji punktowej

2019
- 1. miejsce w mistrzostwach Niemiec U23 (start wspólny)

2020
- 1. miejsce na etapie 2b Ronde de l’Isard (jazda drużynowa na czas)

2021
- 3. miejsce w Tour Alsace
  - 1. miejsce w klasyfikacji młodzieżowej
- 2. miejsce w Circuit des Ardennes
  - 1. miejsce w klasyfikacji młodzieżowej
  - 1. miejsce w klasyfikacji punktowej

## Rankingi
| Rok             | 2018  | 2019 | 2020  | 2021 | 2022 | 2023  |
| --------------- | ----- | ---- | ----- | ---- | ---- | ----- |
| World Ranking   | 2521. | 996. | 1522. | 728. | -    | 2044. |
| UCI Europe Tour | 1690. | 715. | 1134. | 573. | -    | -     |
|                 |       |      |       |      |      |       |
| Źródło: UCI     |       |      |       |      |      |       |